# لارو (فارا)

لارو شهری در شهرستان فارا در استان باله در بورکینافاسوی جنوبی است و جمعیت آن ۲۸۱۹ نفر است.